# Nesticus gondai
Nesticus gondai là một loài nhện trong họ Nesticidae.
Loài này thuộc chi Nesticus. Nesticus gondai được Takeo Yaginuma miêu tả năm 1979.